# الکساندر پوپوف
الکساندر پوپوف (به روسی: Александр Владимирович Попов) ورزشکار مرد رشتهٔ شنا اهل کشور روسیه است. وی در بین سال‌های ‎۱۹۹۲ تا ۲۰۰۰ میلادی در مسابقات بازی‌های المپیک تابستانی در مجموع ۹ مدال، شامل ۴ مدال طلا و ۵ نقره را کسب کرد.